# Amerikanische Hasel
Die Amerikanische Hasel oder Amerikanische Haselnuss (Corylus americana) ist ein großer Strauch aus der Familie der Birkengewächse und ähnelt der europäischen Gewöhnlichen Hasel (Corylus avellana). Ihr Verbreitungsgebiet liegt in Kanada und im Osten der USA.

## Beschreibung

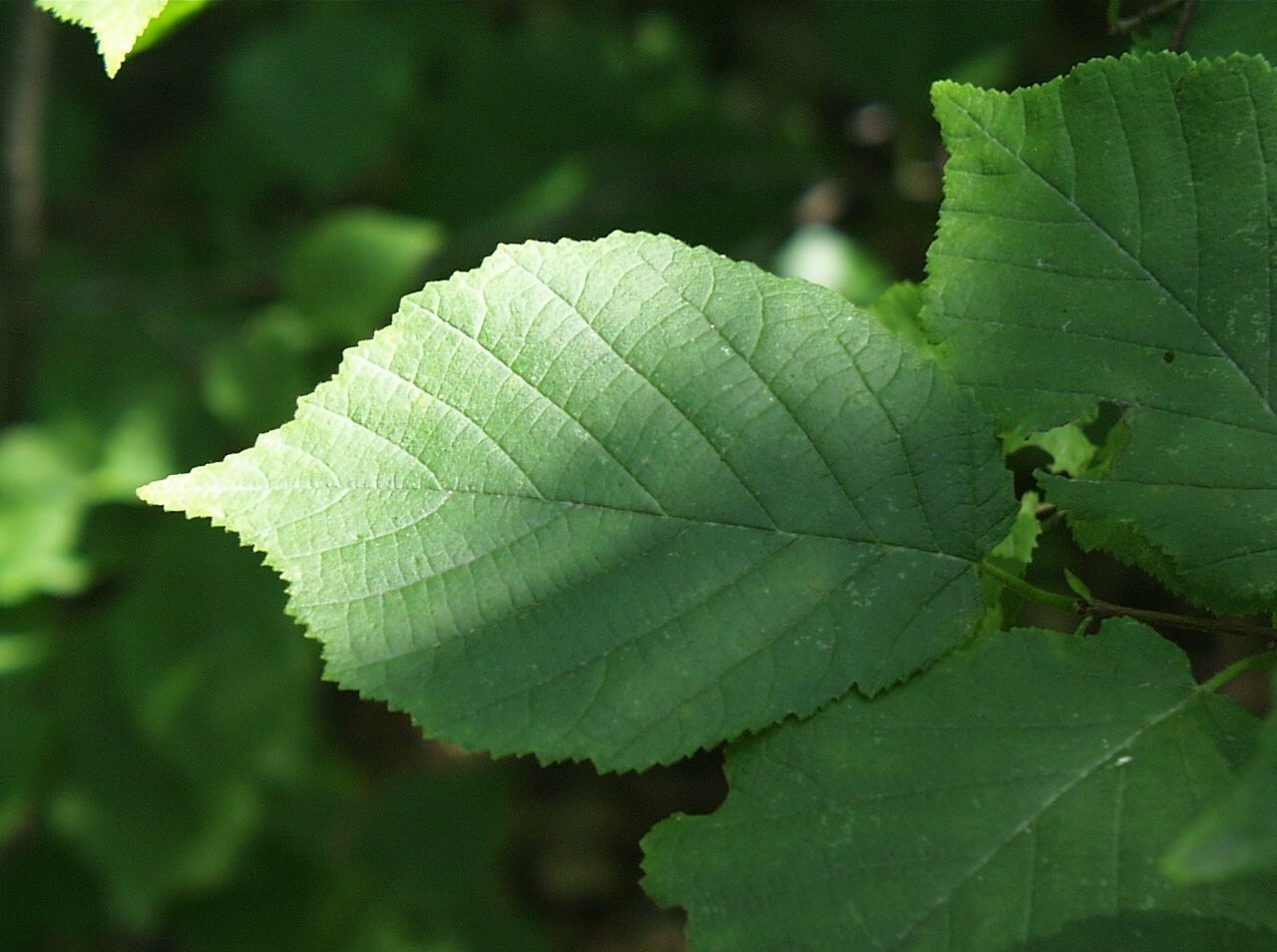
Blätter

Die Amerikanische Hasel ist ein 3 Meter, selten bis 5 Meter hoher Strauch mit hellgrauer, glatter Rinde und drüsig behaarten jungen Trieben. Die Winterknospen sind breit eiförmig, 3 bis 4 Millimeter lang und ebenso breit mit abgerundeter Spitze. Die Blätter haben einen 0,8 bis 1,5 Zentimeter langen, behaarten Stiel. Die Blattspreite ist 5 bis 16 Zentimeter lang und 4 bis 12 Zentimeter breit, breit eiförmig, kurz zugespitzt mit herzförmiger oder abgerundeter Basis und unregelmäßig doppelt gesägtem Blattrand. Die Blattoberseite ist etwas, die Unterseite weich behaart. Die männlichen Blüten sind in 4 bis 8 Zentimeter langen und 0,5 bis 0,8 Zentimeter durchmessenden Kätzchen angeordnet. Die Nüsse wachsen in Gruppen von zwei bis fünf. Sie sind kugelig, 1,5 Zentimeter dick und von einer doppelt so langen, unregelmäßig gelappten und an der Basis zusammengewachsenen, blattartigen Hülle umgeben.
Die Chromosomenzahl beträgt 2n = 22.

## Verbreitung und Standort
Das Verbreitungsgebiet erstreckt sich von Ontario, Manitoba und Saskatchewan in Kanada über die Mitte und den Osten bis in den Südosten der USA. Dort wächst sie in artenarmen Wäldern bis in 750 Metern Höhe auf mäßig trockenen bis frischen, schwach sauren bis alkalischen, nährstoffreichen Böden an sonnigen bis halbschattigen, kühl-ausgeglichenen Standorten. Die Art ist frosthart und stadtklimaverträglich, meidet jedoch sandige und tonige Untergründe.

## Systematik
Die Amerikanische Hasel (Corylus americana) ist eine Art aus der Gattung der Haseln (Corylus) in der Familie der Birkengewächse (Betulaceae). Sie wird der Sektion Corylus, Untersektion Corylus zugeordnet. Sie wurde 1785 durch Thomas Walter erstbeschrieben.

## Verwendung
Die Amerikanische Hasel wird nur selten forstwirtschaftlich genutzt. Sie wird wegen ihrer Früchte als Zierpflanze verwendet und dient auch als Bienenweide. Die Nüsse sind kleiner aber von ähnlicher Qualität wie die kommerziell kultivierter Sorten (Corylus maxima und Corylus colurna).

## Nachweise